# White Noise - Non ascoltate
White Noise - Non ascoltate (White Noise) è un film del 2005 diretto da Geoffrey Sax. Il titolo Rumore bianco fa riferimento al fenomeno delle voci elettroniche (EVP), secondo il quale sarebbe possibile ascoltare le voci dei defunti fra le frequenze di una radio o di un televisore non sintonizzati.

## Trama
Jonathan Rivers è un architetto di successo e conduce un'esistenza serena con la moglie Anna ed il figlioletto Mike, avuto da una precedente relazione, fino al giorno in cui la moglie perde la vita in un drammatico incidente d'auto. Poi un giorno viene contattato da Raymond Pryce che afferma che Anna stia cercando di contattarlo tramite EVP. Dopo l'iniziale incredulità, Jonathan comincia a credere che la voce registrata sia davvero quella di Anna. Nonostante l'inspiegabile morte di Raymond, l'uomo decide di andare a fondo alla faccenda, coadiuvato da Sarah, un'altra "discepola" di Raymond Pryce. Ben presto i due si renderanno conto che gli EVP stanno aizzando contro di loro anche entità non proprio pacifiche.

## Sequel
Nel 2007 è stato distribuito solo per il mercato home video un sequel intitolato White Noise: The Light.